# Плузане
Плузане (фр. Plouzané) — коммуна на северо-западе Франции, находится в регионе Бретань, департамент Финистер, округ Брест, кантон Брест-3. Расположена в 12 км к западу от Бреста, на берегу узкого пролива, отделяющего рейд Бреста от моря Ируаз.
Население (2019) — 13 496 человек. 

## История
В XV-XVIII веках Плузане было одним из самых богатых приходов епархии Леон. Около 1630 года стратегическое расположение Плузане привлекло внимание правительства, и по приказу Ришельё здесь были построены крупный морской порт и арсенал, который должен был защищать узкий пролив, отделяющий рейд Бреста от моря Ируаз. Веком позже Вобан построил на территории Плузане четыре форта, три из которых сохранились до наших дней.
С началом Великой Французской революции население Плузане сопротивлялось Гражданскому устройству духовенства. В 1792 году местные священники продолжали вести службы под охраной местных жителей. Для борьбы с непокорным населением в Плузане был направлен отряд из 600 революционных солдат.
После Второй мировой войны Плузане был ничем не примечательным сельским поселением с численностью населения около 2 тысяч до 1962 года, когда здесь было открыто подразделение компании Thomson (сейчас группа Thales) и построен научно-исследовательский центр Cnexo, впоследствии преобразованный в Научно-исследовательский институт моря Ifremer. Для размещения семей работников этих предприятий были построены новые жилые комплексы в районе Ла-Трините. В 1975 году между центром Плузане и Ла-Трините был построен новый район Кастель-Невес, где были возведены новая мэрия, почта, жандармерия и другие административные здания. 

## Достопримечательности
- Церковь Святого Санэ
- Форты Деллек, Манган и Мину

## Экономика
Структура занятости населения:
- сельское хозяйство — 1,3 %
- промышленность — 7,9 %
- строительство — 2,0 %
- торговля, транспорт и сфера услуг — 52,9 %
- государственные и муниципальные службы — 35,9 %

Уровень безработицы (2018) — 8,6 % (Франция в целом —  13,4 %, департамент Финистер — 12,1 %). 

Среднегодовой доход на 1 человека, евро (2018) — 23 550 (Франция в целом — 21 730, департамент Финистер — 21 970).

## Демография
Динамика численности населения, чел.

## Администрация
Пост мэра Плузане с 2020 года занимает член партии Союз за народное движение Ив дю Бюи (Yves Du Bu), член Совета департамента Финистер от кантона Брест-3.  На муниципальных выборах 2020 года возглавляемый им центристский список победил во 2-м туре, получив 45,26 % голосов (из трёх списков).
| Период | Период | Фамилия       | Партия                                                  | Примечания                             |
| ------ | ------ | ------------- | ------------------------------------------------------- | -------------------------------------- |
| 1977   | 1989   | Жо Меленнек   | Социалистическая партия                                 | преподаватель технического образования |
| 1989   | 2001   | Иветт Дюваль  | Социалистическая партия                                 |                                        |
| 2001   | 2008   | Ив Паж        | Союз за французскую демократию Демократическое движение | кардиолог                              |
| 2008   | 2020   | Бернар Риуаль | Социалистическая партия Демократическое движение        | пенсионер                              |
| 2020   |        | Ив дю Бюи     | Союз за народное движение                               | инженер, член Совета департамента      |

## Города-побратимы
- Штелле, Германия
- Килраш, Ирландия
- Чеккано, Италия
- Пенкоед, Уэльс

## Галерея
- Церковь Святого Сане
- Форт Манган